# 대해도
《대해도》(大海道)는 2024년 방송되었던 중국의 드라마이다.

## 등장 인물
- 윤방 (尹昉) - 린하오 역
- 자오쥔옌 - 선디 역
- 가내나 (加奈那) - 쉬린 역
- 와이 (娃尔) - 하리커 역
- 류소해 (柳小海) - 하오치양 역
- 장궈창 - 자오요웨이 역